# Ваагн Стамболцян
Ваагн Стамболцян (*19 квітня 1931, Єреван, СРСР — †5 липня 2011, Єреван, Вірменія) — вірменський органіст, народний артист Вірменії.

## Біографія
Навчався у Єреванській середній музичній школі ім. П. Чайковського. Продовжив освіту в Єреванській державній консерваторії ім. Комітаса у класі фортепіано А. Бабаджаняна, згодом — в Ленінградській консерваторії у Ю. Брюшкова та П. Серебрякова й у І. Браудо в класі органу. Вже під час навчання почав активно концертувати як соліст-органіст. 1964 року, по встановленні у Вірменії першого орга́ну, повернувся до Єревана.
В. Стамболцян — перший викладач органу в Єреванській державній консерваторії. Відомий як виконавець органних творів Й. С. Баха, а також вірменської музики — від стародавніх розспівів (що виконує у власних транскрипціях для органу) до сучасної органної музики. 
Син — український піаніст та композитор Арсен Яковенко.